# Castletown-Geoghegan
Pour les articles homonymes, voir Castletown.
Castletown-Geoghegan est un village situé dans le comté de Westmeath en Irlande. Il est situé à 14 km au sud ouest de Mullingar près du lough Ennell.

## Histoire
Le village tient son nom d'une famille historiquement implantée dans la région, les Geoghegan.
Situé dans une région agricole, le village est marqué par une forte présence de sites historiques.
Le château, situé sur une motte domine la région. La motte a un diamètre à la base de 120 mètres et un diamètre à son sommet de 42 mètres. Sa hauteur est de 21 mètres. La motte était entourée d’un fossé. 
De nombreux ringforts se trouvent à proximité. On trouve aussi un crannog datant des VIIIe ou IXe siècles av. J.-C.